# Erigio
Erigio (in greco antico: Ἐρίγυιος?, Erígyios; Mitilene, ... – 328 a.C.) è stato un militare macedone antico, etero di Alessandro Magno.

## Biografia
Proveniente dalla città di Mitilene, era figlio dell'aristocratico Larico e fratello maggiore di Laomedonte. Erigio fu uno degli eteri (ἑταῖροι, hetaȋroi) di Alessandro Magno che nel 337 a.C. furono mandati in esilio da Filippo II come punizione per aver consigliato il figlio di sposare la figlia del satrapo Pissodaro, destinata al fratello di Alessandro, Filippo Arrideo. Successivamente Alessandro succedette al padre sul trono di Macedonia ed Erigio lo seguì nelle sue campagne in Oriente: comandò la cavalleria degli alleati nella battaglia di Gaugamela (ottobre 331 a.C.) e nell'inseguimento di Dario III dopo la sua fuga da Ecbatana. Nello stesso anno Erigio fu incaricato di scortare la cavalleria e le vettovaglie mentre Alessandro procedeva velocemente verso l'Ircania. Poco dopo Alessandro mandò Carano ed Erigio contro il persiano Satibarzane, in rivolta nella satrapia di Aria, che venne ucciso dallo stesso Erigio durante lo scontro tra i due eserciti. Nel 329 a.C., insieme a Cratero, Efestione e Aristandro, riuscì a persuadere Alessandro dall'attraversare il fiume Iassatre per attaccare gli Sciti. Nel 328 a.C. Erigio fu ucciso durante uno scontro con dei fuggitivi della Battria; il suo funerale fu celebrato con tutti gli onori.